# Guilherand e las Granjas
Guilherand-Granges és un municipi de la regió d'Alvèrnia-Roine-Alps i el departament de l'Ardecha.